# Carrer Major (Rajadell)
El Carrer Major és una obra del municipi de Rajadell (Bages) inclosa en l'Inventari del Patrimoni Arquitectònic de Catalunya.

## Descripció
Es tracta de cases unifamiliars entre mitgeres, formant un carrer força estret d'una amplària de cinc metres, amb un pis i planta baixa a manera de botiga magatzem, tots els habitatges són coberts a doble vessant i repeteixen un mateix model. Els murs són de pedra i morter, avui no són arrebossats.

## Història
Els senyors del Castell de Rajadell (Els Pignatelli) van vendre les seves possessions al Bages i a Rajadell l'any 1857, però abans havien començat a parcel·lar i vendre lots de terra, petits patis o solars al peu del castell per a edificar cases o horts. Així comença a fer-se el poble actual, a mitjan s. XIX (el 1852 tenia 12 cases i el 1857 unes 30).
A partir del segle xviii a estendre's el conreu de la vinya va arribar gent nova, que forma el poble a sota el castell barrejant-se amb la gent dels masos. Amb la fil·loxera Rajadell comença a perdre població, fenomen que s'accentuà en quedar el poble sense comunicacions.